# Penisola Tonino-Anivskij
La penisola Tonino-Anivskij (in russo: Тонино-Анивский полуостров) si trova nel sud-est dell'isola di Sachalin. Amministrativamente è situata nel Korsakovskij rajon dell'oblast' di Sachalin.
La penisola, che si protende nel mare di Ochotsk, è lunga 90 km, la larghezza va da 3 a 19 km. La punta settentrionale è capo Svobodnyj (o Tonin), l'estrema punta sud-orientale è capo Aniva. La penisola, che delimita a est il golfo di Aniva, è collegata all'isola di Sachalin dall'istmo di Muravëv.
La catena montuosa Tonino-Aniva (Тонино-Анивский горный хребет) si estende lungo tutta la penisola, con il punto più alto sul monte Kruzenštern (670 m) poco a nord di capo Aniva. Sul territorio della penisola ci sono alcuni grandi laghi, tra i maggiori: Tunajča (174 km²), Bol'šoe Vavajskoe (44,1 km²) e Busse (39,4 km²).